# グリニッジ子午線
座標: 北緯51度28分40.1247秒 西経0度00分05.3101秒 / 北緯51.477812417度 西経0.001475028度

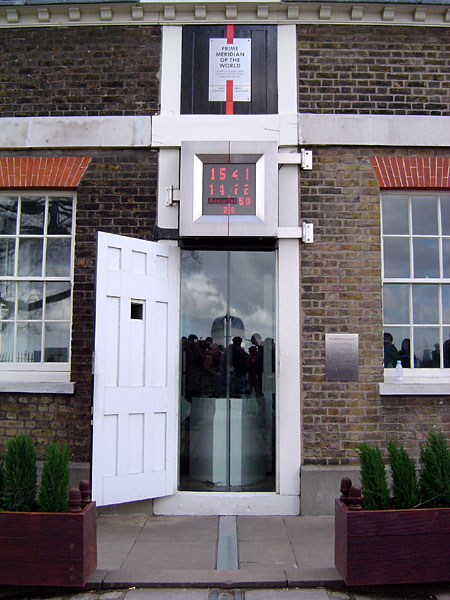
グリニッジ天文台旧本館に記されたグリニッジ子午線（現在の本初子午線から西へ約102.5mの位置にある。）

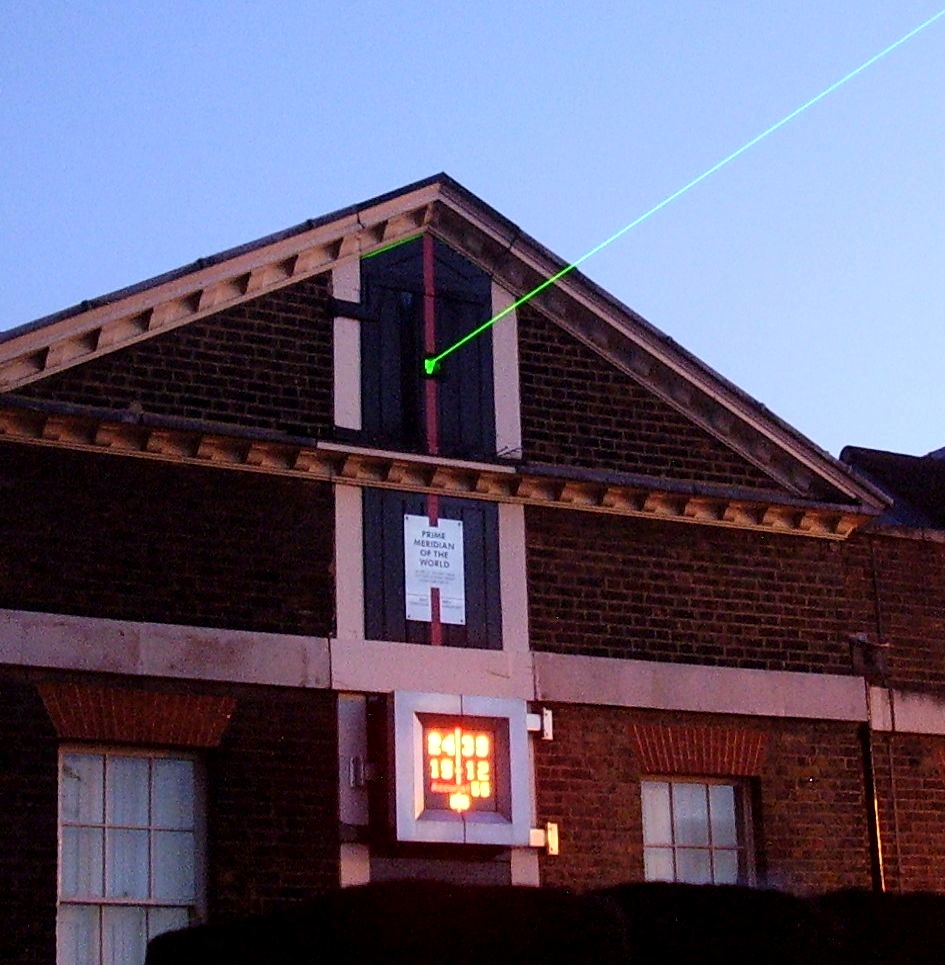
グリニッジ天文台から投影される、グリニッジ子午線を示すレーザー光線

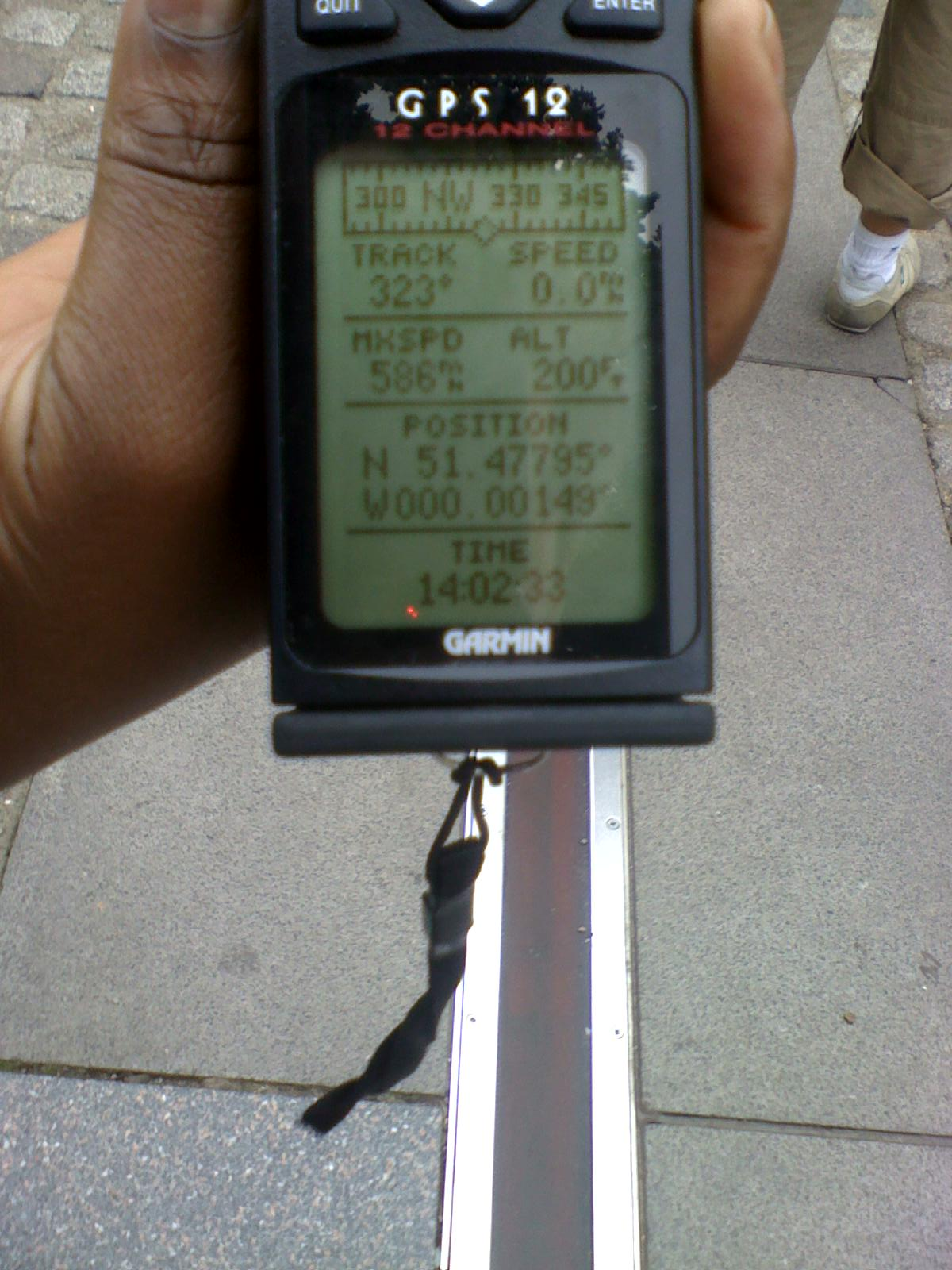
グリニッジ子午線上でのGPS受信機の表示。GPSが基準としている本初子午線はIERS基準子午線である。これから102.478メートル西にずれているグリニッジ子午線上では経度は0度0分0秒ちょうどにはならず、W 000.00149°（= 西経0度0分5.36秒（誤差あり）：正確には5.3101秒となるべきところ。）と表示されている。

グリニッジ子午線（グリニッジしごせん、prime meridian at Greenwich）は、ロンドン郊外グリニッジのグリニッジ天文台にある通称「エアリー子午環」の中心を通る子午線（経線）である。歴史的にイギリスだけではなく国際的な本初子午線（経度0度0分0秒の基準子午線）として用いられた。本項目ではグリニッジ子午線自体の歴史について説明する。
現在、国際的に使用される本初子午線は、このグリニッジ子午線を修正変更したIERS基準子午線で、これは「エアリー子午環」の102.478 メートル東を通っている（1989年時点）。この変更によりグリニッジ子午線の経度は西経0度0分5.3101秒となった。
したがって、グリニッジ子午線は、もはや本初子午線ではなくなっているのであるが、この二つの子午線は、全地球的には極めて近いことから、現在でも通俗的には「グリニッジ子午線」が「本初子午線」の意味で用いられることがある。また、日本において「本初子午線」を定めた法令では「英国グリニツチ天文台子午儀ノ中心ヲ経過スル子午線ヲ以テ経度ノ本初子午線トス」とされ、この規定は現在も効力がある。

## 歴史
グリニッジ天文台は、基準子午線を決定する観測のために1675年に設置された。初代台長ジョン・フラムスティードはグリニッジ天文台で観測した厳密な恒星図を作り世界各地でグリニッジとの観測時間の差を測定すればグリニッジ天文台との経度差が分かると考え、フラムスティード天球図譜という星図を製作した。この星図はその後、航海者によって広く使われた。一方、他国もそれぞれの国の天文台を基点とした星図を作った。しかし1750年代、イギリスが世界的な海運国になると星図もフラムスティードのものが全ヨーロッパ的に使われることが多くなった。世界の海図の多くも早くからグリニッジ子午線を基準に採用した。
1851年、当時の台長ジョージ・ビドル・エアリーがグリニッジ天文台の当時の本館に子午環（en:Meridian circle）を設置した。これは「エアリー子午環」と呼ばれ、以降は「エアリー子午環」の中心がグリニッジ子午線の基準となった。エアリー子午環の位置はWGS84では北緯51度28分40.1247秒 西経0度0分5.3101秒 / 北緯51.477812417度 西経0.001475028度である。
1884年時点で、世界の3分の2以上の船が、グリニッジ子午線を基準とした海図を使用していた。1884年10月、アメリカ大統領チェスター・A・アーサーの提唱により、菊池大麓をふくむ25ヶ国41の代表者がワシントンD.C.に集まって国際子午線会議が開かれた。この会議でグリニッジ子午線を、陸域も対象とする世界の公式な本初子午線とすることが採択された。しかし、フランスは評決を棄権し、その後も1911年までパリ子午線を使用し続けた。
グリニッジ天文台の中庭の地面には、グリニッジ子午線を示すステンレス製の帯が埋め込まれている。また、1999年12月16日からは、夜間に緑色のレーザー光線を北のロンドンの方向に照射して、グリニッジ子午線を示している。
グリニッジ子午線はイギリス、フランス、スペイン、アルジェリア、マリ、ブルキナファソ、トーゴ、ガーナ、南極大陸のドロンニング・モード・ランドを通過する。